# Бахаи вера
Бахаи вера или бахаизам је монотеистичка, синкретичка и мисионарска религија настала у Ирану у 19. веку, која преузима елементе других светских религија и тежи ка стварању једне универзалне неполитичке светске заједнице. Као и остале откривене религије, бахаизам трага за Богом, откривењем у вери и моралом у људском животу. Бахајци верују у једног, персоналног, вечног, једноставног, свемоћног, свезнајућег, свеприсутног, бестелесног и савршено морално доброг Бога, који је Створитељ и Сведржитељ универзума и чија је суштина несазнатљива. Они прихватају све Божије посланике, почев од Кришне (утемељивач хиндуизма), па преко Аврама и Мојсија (утемељивачи јудаизма), Заратустре (утемељивач зороастризма), Буде (утемељивач будизма), Конфучија (утемељивач конфучијанства), Лао Цеа (утемељивач таоизма), Исуса (утемељивач хришћанства), Мухамеда (утемељивач ислама) и Гуруа Нанака (утемељивач сикизма), све до својих посланика Баба и Бахаулаха. За бахајце су сви Божији посланици равноправни. Сматрају да су све светске религије потекле од истог Бога, да су у међусобној хармонији и да носе исту поруку љубави, мира, ненасиља, толеранције, праштања, милосрђа, скромности, једнакости и правичности. Њихове међусобне разлике у теолошким догмама приписују накнадним погрешним интерпретацијама и кривотворењима речи Божијих посланика од стране верских вођа, а разлике у морално-правним нормама које прописују различитим потребама историјског и цивилизацијског тренутка у којима је Божија објава долазила (с обзиром на бахајско веровање о перманентном и прогресивном откривењу) и различитим доминантним традицијама поднебља, културе и времена у којима су настајале. Не верују ни у Божију тројичност, ни у инкарнације Бога (Исуса сматрају човеком и Божијим послаником, а не Богом, „Божијим Сином“ или „Богочовеком“; такође, Кришну и Буду не сматрају божанским инкарнацијама, већ људима). Не верују у анђеле, демоне или светитеље; немају ни свештенство, ни неке посебне ритуале, осим што обављају заједничку молитву првог дана у месецу и посте деветнаест дана у марту. Њихова година се састоји од деветнаест месеци, од којих сваки има деветнаест дана. Имају девет празника у години, који укључују значајне датуме из живота Баба и Бахаулаха, као и Бахаи Нову годину, током којих се бахајцима препоручује да не иду на посао, у школу и на факултет.
Бахајска теологија говори о три јединства: јединство Божије (монотеизам), јединство Његових посланика и откривења (синкретизам) и јединство човечанства (неполитички глобализам). Ова три начела имају значајан утицај на теолошка, морална и друштвена учења ове религије. Бахајци се залажу за свеопшти мир, расну, етничку и социјалну једнакост, мултикултурализам, верску толеранцију и пацифизам.
Религија је, како је виде бахајци, сталан процес унапређења и образовања људи од стране Бога, преко Његових посланика. Бахаулах се сматра за најскоријег, али не и последњег Божијег посланика. Он је објавио да је његова главна мисија да положи духовне основе за нову свеопшту цивилизацију мира и хармоније међу људима, чији настанак бахајци очекују.
Званични сибол бахаизма је петокрака звезда, мада је деветокрака много чешће у употреби. Често се користи и арапском калиграфијом исписано име „Баха“ (досл. „слава“).

## Мирза Хусеин Али Нури „Бахаулах“
Мирза Хусеин Али Нури рођен је у Персији, данашњем Ирану, 12. новембра 1817. године. Био је потомак старих персијских краљева. Међутим, одбио је место министра како би се посветио проповедању и у 27. години живота прогласио се за Божијег посланика и носиоца божанског откривења, које испуњава обећања дата у ранијим религијама. У својим списима, Бахаулах је осудио агресивни прозелитизам који су практиковале друге религије, промовишући расну и етничку интеграцију, једнакост полова, социјалну правду и ненаоружавање. Називали су га „Оцем сиромашних“. Године 1863. узео је име „Бахаулах“ (тј. „слава Божија“) и основао бахаизам као нову откривену религију.

## Сејид Али Мухамед „Баб“
Отприлике у исто време, тачније 20. октобра 1819. године, у персијском граду Ширазу, родио се Сејид Али Мухамед „Баб“, (досл. „врата“), који је током девет година (1844—1853) научавао да се приближава крај света, те да је он обећани имам Махди (тј. „правилно усмерени вођа“), који се спомиње у муслиманским светим књигама. Тврдио је да је његова мисија да припреми човечанство за долазак универзалног Божијег посланика, кога очекују припадници свих откривених религија. Наишао је на оштар отпор муслиманских верских вођа, који су подсећали да је, према исламском веровању, Мухамед последњи Божији посланик. Тако је дошло до масовног прогона његових следбеника, а Баб је јавно погубљен 9. јула 1850. године. Многи европски интелектуалци, међу којима су били Ернст Ренан, Сара Бернар и Лав Толстој, саосећали су са Бабовим покретом. Педесетих година двадесетог века, велики британски историчар Арнолд Тојнби је приметио да је једна таква, нова, универзална, религија онолико позната савременом западном човеку колико је то било хришћанство једном Римљанину у 2. веку нове ере.

## Принципи
Бахаизам се заснива на следећих 12 принципа. Они су 1912. године сакупљени из Бахаулахових говора:
- једност Бога, заједничког за све људе, религије, расе и народе света,
- јединство свих религија света — религија као темељ јединства међу људима,
- јединство читавог човечанства,
- једнакост полова,
- искорење свих предрасуда,
- свеопшти мир и разоружање,
- усклађеност религије са разумом и науком,
- независна и слободна потрага за истином,
- опште и обавезно образовање,
- универзални помоћни језик и писмо,
- стварање независног и објективног међународног правосудног система,
- елиминација екстремне беде и екстремног богатства.

Сви бахајци старији од 15 година би требало да се моле двапут дневно (ујутру и увече), тако што ће изабрати неку од бахаи молитава, као и да учествују у заједничкој молитви првог дана у месецу. Током последњег месеца у бахаи години (што одговара периоду од 2. до 21. марта по грегоријанском календару) одрасли и здрави припадници религије, мушкарци и жене, посте од изласка до заласка сунца. Бахајцима се препоручује да се хране вегетаријански, те да се не коцкају, не пију алкохол, не пуше дуван и не узимају дроге (лекови су дозвољени у складу са здравственим потребама). Сексуални односи дозвољени су само у браку, одабир партнера треба да буде слободан и уз сагласност родитеља будућих супружника, а породица се сматра темељем здравог друштва. Бахајцима се такође препоручује да се партијски не ангажују у политичком животу и да избегавају сваку активност која разједињује људе. Када је реч о политици, блиски су мировном покрету, групама које се боре за расну, етничку и социјалну једнакост, групама које заговарају еманципацију жена, међурелигијски дијалог и мултикултурализам, као и савременом светском еколошком покрету. Оштро се противе сваком облику војног и политичког насиља, верском фундаментализму, расној и етничкој сегрегацији, неравноправности жена и дискриминацији људи по било ком основу, социјалној неправди и неједнакости и еколошки неодговорном привређивању. Новчани допринос бахаи фонду заснива се на добровољним основама, али се прилози од држава, међународних институција, компанија и појединаца који нису бахајци не примају.
Када је реч о антропологији и есхатологији, бахајци верују да је човек сачињен од тела и душе и да има слободну вољу и моралну одговорност, те да је људска душа бесмртна и да након телесне смрти следи или нова реинкарнација или коначан прелазак душе у бестелесни загробни живот након одређеног броја реинкарнација. Број реинкарнација, баш као и облик бестелесног загробног живота, није исти за сваког човека и зависи од његових овоземаљских духовних и моралних учинака, о чему пресуду доноси Бог, који је свеправедни, благи и милостиви Судија свим људима. Морално исправан живот и хармонија са заједницом важни су како за срећу у овоземаљском животу, тако и за добробит душе у наредној реинкарнацији или бестелесном загробном животу. За приближавање Богу и свеукупно духовно уздизање нарочито су важни молитва, медитација, читање и изучавање светих списа, давање личног доприноса бољитку човечанства и живљење у складу са природом.

## Однос према другим религијама
Бахајци верују у процес перманентног и прогресивног откривења, признајући као своје и значајне личности других светских религија. Као и муслимани, и бахајци тумаче религиозну историју као сталну појаву нових Божијих посланика, који доносе проширено и унапређено откривење (с том разликом да муслимани не признају посланике изван аврамских религија и да се за њих процес Божијег откривења окончава доласком пророка Мухамеда). Бахаизам стога можемо посматрати као синкретизам. Бахајци, међутим, не сматрају своју религију пуком комбинацијом других религија, већ посебном верском традицијом са својим сопственим светим списима, учењима, законима и историјом, која обједињује и унапређује универзалне елементе осталих светских религија. Бахаи вера се најчешће убраја у аврамске религије.

## Рађање бахаизма
Бахаулах је доживео прво откривење у затвору у Техерану. Након што је протеран из Ирана, отишао је у ирачки Курдистан и тамо написао књижицу афоризама под насловом „Скривене речи“ (Hidden words) и расправу о природи вере под насловом „Књига сигурности“ (The Book of certitude). Затим је својим друговима одржао говор у врту Ридван, у коме је објаснио своју мисију и најавио долазак Дана Божијег, који претходи смаку света и успостављању Божијег царства. После одласка у Истанбул и Андрианополис, почео је да пише писма европским монарсима и папи, како би их опоменуо на долазак царства Божијег и проповедао „највећи мир“. У њима је претсказао да ће Турци изгубити територије у Европи и да ће Наполеон III изгубити власт после погубног Француско-пруског рата. Међутим, није добио ни један одговор на своја писма. Након тога је персијски амбасадор у Османском царству затражио од султана да протера Бахаулаха у неко мање место, што му је и услишено. Тако се у августу 1868. године Бахаулах обрео у приобалном граду Аки, у данашњем Израелу, где су Турци у то време протеривали осуђенике. У том граду-затвору нешто касније написао је своју „Најсветију књигу“ (Al-Kitab al-Aqdas). Године 1877. са породицом је отишао да живи на једном имању неколико километара од града и ту наставио да пише и прима ходочаснике. Умро је 29. маја 1892. године.
Данас су његови списи преведени на око осам стотина језика. Након Бахаулахове смрти, вођство је преузео његов син Абдул Баха, а након њега праунук Шоги Ефенди Рабани. Од 1963. године, вођство је преузела Универзална кућа правде. Бахаијски главни административни центар и најважније светилиште налази се у Хаифи, Израел.

## Прогони
Бахајци су од свог настанка прогоњени од држава са исламским законодавством, што је случај и данас. Ово је посебно изражено у Ирану, где је због своје верске припадности преко 200 бахајаца избачено са универзитета између 1978. и 1998. године. Њима је, такође, забрањен рад у државним органима, а многи су завршили у затвору после Исламске револуције 1979. године. Бахајска гробља су често оскрнављaна, као и кућа Мирзе Бозорга, Бахаулаховог оца. Кућа Баба у Ширазу је била двапут уништена (то је, иначе, једно од три места где бахајци иду на ходочашће).

## Демографија
Бахајаца данас у свету има између 5 и 8 милиона, жена и мушкараца, припадника више од две хиљаде различитих расних, националних, етничких и племенских заједница у готово свим државама света. Бахајци инсистирају на универзалном, мултиетничком и мултикултуралном карактеру своје вере и свог покрета.
Након настанка у Персији и Османском царству, први већи број следбеника на Западу стекли су после Првог светског рата. Други велики талас преобраћеника био је током 1970-их година, овог пута у земљама Трећег света. Овај пораст је нарочито приметан у Индији, Африци, Јужној Америци и јужном Пацифику.
Већина бахајаца живи у Азији (3,6 милиона), Африци (1,8 милиона) и Латинској Америци (900.000). Највећа бахајска заједница у свету је у Индији (2,2 милиона), затим следе Иран (350.000) и САД (150.000). Не постоји ниједна земља са већинским бахајским становништвом, док је земља са највећим процентом бахајаца Гијана са 7%.
Први храм бахаи вере је изграђен у раздобљу од 1902. до 1908. године у Ашхабаду (Туркменистан). Совјетски режим га је 1938. претворио у галерију. Земљотрес 1948. је дестабилизовао зграду, па је она касније уклоњена. Тренутно у свету постоји само седам храмова ове религије (по један на сваком континенту). Они се налазе у (по реду изградње): Вилмету код Чикага (САД), Кампали (Уганда), Сиднеју (Аустралија), Франкфурту (Немачка), Панами, Тиапапати (Самоа) и Њу Делхију (Индија).
Познати припадници бахаи вере међу светским владарима били су румунска краљица Марија (краљица у периоду 1914—1927, као супруга краља Фердинанда) и краљ Самое Малијетоа Танумафили II (владавина: 1962—2007), а одређени број јавних личности из света књижевности, културе, спорта и шоу-бизниса са Запада такође исповеда бахаизам.

## Одабрани цитати
«Када посматрам, о мој Боже, однос који ме веже за Тебе, толико сам дирнут да проглашавам свим створењима: заиста, ја сам Бог! А када погледам самога себе, налазим да сам неугледнији од глине.» (World order. стр. 94–6)
«Ја сам краљевски соко на руци Свемоћнога. Ја развијам клонула крила свакој сломљеној птици и омогућавам јој да полети.» (Tablets. стр. 169).